# FC Ribeira Peixe
El Futebol Clube Ribeira Peixe és un club de futbol de l'illa de São Tomé, a São Tomé i Príncipe i que juga a la Lliga de São Tomé de futbol, on recentment ha promocionat després de quedar segon la Tercera Divisió i juga a la Segona Divisió durant la temporada 2017. L'equip es troba al poble de Ribeira Peixe, al districte de Caué, al sud de l'illa de São Tomé.
En la temporada de dos anys 2009-10 el club va jugar a la primera divisió regional en 2011, va baixar de categoria i en 2012 el club va jugar a la Segona Divisió. Al final de la temporada 2013 fou relegat i jugà a tercera divisió. En la temporada 2014 va tornar a Segona Divisió i en 2015, després de quedar segon, fou novament relegat i va jugar novament en Tercera fins 2016. En la temporada 2017 torna a jugar a Segona Divisió.

## Resultat del campionat entre illes
| Temporada   | Divisió | Posició | Jugats | Guanya | Empata | Perd | GF | GC | GD  | Punts | Copa | Qualificació/descens                 |
| ----------- | ------- | ------- | ------ | ------ | ------ | ---- | -- | -- | --- | ----- | ---- | ------------------------------------ |
| 2009 & 2010 | 3       |         | -      | -      | -      | -    | -  | -  | -   | -     |      | Promociona a Primera Divisió         |
| 2011        | 2       | 11      | 21     | 3      | 5      | 13   | 17 | 48 | -31 | 14    |      | Relegat a la Segona Divisió          |
| 2012        | 3       |         | 18     | -      | -      | -    | -  | -  | -   | -     |      | Cap                                  |
| 2013        | 3       |         | 18     | -      | -      | -    | -  | -  | -   | -     |      | Relegat a Tercera Divisió            |
| 2014        | 4       | 6       | 18     | -      | -      | -    | -  | -  | -   | -     |      | Cap                                  |
| 2015        | 3       |         | 18     | -      | -      | -    | -  | -  | -   | -     |      | Relegat a Tercera Divisió Regional   |
| 2016        | 4       | 2       | 18     | -      | -      | -    | -  | -  | -   | -     |      | Promociona a Segona Divisió Regional |